# (136) Àustria
Austria és l'asteroide núm. 136 de la sèrie. Fou descobert el 18 de març del 1874 a Pola (Àustria, avui Croàcia) per en Johann Palisa (1848-1925), essent el seu primer asteroide descobert. És un asteroide de classe M del cinturó principal. El seu nom es deu al país natal del seu descobridor, Àustria.